# John Lemoinne
John Emile Margret Lemoinne, né le 17 octobre 1815 à Londres et mort le 13 décembre 1892 à Paris, est un journaliste, diplomate et homme politique français.

## Biographie
Ayant commencé en Angleterre, où il était né de parents français, ses études classiques qu’il acheva en France, les langues anglaise et française étaient aussi familières l’une que l’autre à Lemoinne. Attaché d’abord au ministère des Affaires étrangères, il fut appelé, en 1840, à la rédaction du Journal des Débats auquel il appartint pendant près d’un demi-siècle. Chargé de la correspondance anglaise, il traitait spécialement les questions de politique étrangère, admirant, sous le Second Empire, la liberté des institutions anglaises par contraste avec les méthodes napoléoniennes. Devenu depuis rédacteur en chef, il oscilla quelque temps entre la république conservatrice, soutenant Thiers après 1871, et la monarchie constitutionnelle jusqu’à ce que la politique du « comte de Chambord » l’en empêche, et il se rangea ensuite avec les républicains modérés, se prononçant pour la république définitive (1873-1875).
Pendant la période du 10 mai 1877, il fut un des journalistes qui combattirent avec le plus de talent et d’énergie le gouvernement de l’ordre moral. Trois ans plus tard, le 23 février 1880, il fut élu sénateur inamovible, sans concurrent, à la majorité de 142 voix, et prit place au centre gauche. Nommé ministre plénipotentiaire à Bruxelles le 17 avril 1880, il donna sa démission, le 1er mai suivant. En dépit de sa connaissance profonde de l’Angleterre, son ton envers la politique anglaise a beaucoup changé au fil du temps, et bien qu’il n’ait jamais partagé l’extrême animosité de certains Français envers l’Angleterre à partir de 1882, lors de la colonisation de l’Égypte, l’attitude critique qu’il a conservée a servi à stimuler l’anglophobie ambiante.
Élu membre de l’Académie française le 13 mai 1875, en remplacement de Jules Janin, il fut reçu le 2 mars 1876. Lemoinne a aussi donné au Journal des Débats des articles littéraires dont les écrivains anglais lui ont en général fourni les sujets. Il a également fourni aussi de nombreux travaux à la Revue des deux Mondes ; quelques-uns se rattachent à l’histoire politique, comme ceux-ci : De la Monarchie des Afghans, les Druses et les Maronites, les Anglais et les Russes dans le Caboul (1842). D’autres sont des études sur l’Angleterre, parmi lesquelles : Mœurs électorales de la Grande-Bretagne ; De la Législation anglaise sur les céréales ; de l’Éducation religieuse des classes manufacturières ; l’Église d’Irlande ; l’Irlande et le Parlement anglais (1847). Plusieurs enfin sont des études biographiques parmi lesquelles on a distingué : la Vie de Brummel (1844) ; la Cour de Berlin, la Cour de Saint-Pétersbourg, Caroline de Brunswick (1846). Il a réuni quelques-uns de ses articles sous le litre d’Études critiques et biographiques (1862, in-18).
Lemoinne fut, en dernier lieu, un des rédacteurs groupés par le journal le Matin pour défendre à tour de rôle chacune des principales opinions politiques du jour. Il avait été décoré, le 23 février 1840, comme ancien attaché au ministère des Affaires étrangères, de la Légion d’honneur.

## Ouvrages
- Les Élections en Angleterre, lettres publiées dans le Journal des débats, Paris, J. Hetzel, 1841.
- Les Anglais dans le Caboul, Paris, au bureau de la Revue des deux mondes, 1842.
- Affaires de Rome, Paris, E. Blanchard, 1850.
- (en) « Letters of John Lemoinne », éd. Dionysius Lardner, The Great Exhibition and London in 1851, etc. London, Longmans, Brown, Green, and Longmans, 1852.Lettres sur l’Exposition universelle de 1851 de Londres.
- Études critiques et biographiques : Études critiques : Shakspeare, l’abbé Prévost, Goethe… ; Études biographiques : Brummel, O’Connel, Robert Peel, Haydon, Chateaubriand…, Paris, Michel Lévy frères, 1852.
- De l’intégrité de l’Empire ottoman, Paris, M. Lévy frères, 1853.
- Le Passage du Nord, Strasbourg, Treuttel et Würtz, 1854.
- Nouvelles études critiques et biographiques, Paris, Michel Lévy frères, 1863.
- Histoire de Manon Lescaut et du chevalier Des Grieux par l’abbé Prévost, Nouv. éd. précédée d’une étude, Paris, Lévy, 1900.

## Décorations
Chevalier de la Légion d'honneur (1846)